# Jouhtenuslampi
Jouhtenuslampi är en sjö i kommunen Bräkylä i landskapet Norra Karelen i Finland. Sjön ligger 75,9 meter över havet. Arean är 61 hektar och strandlinjen är 3,76 kilometer lång. Sjön  ingår i Vuoksens huvudavrinningsområde.   Den ligger omkring 32 kilometer söder om Joensuu och omkring 350 kilometer nordöst om Helsingfors. 